# Бёрджесс, Мелвин
Мелвин Бёрджес (англ. Melvin Burgess; род. 25 апреля 1954, Туикенем, Великобритания) — английский писатель, часто относимый к деятелям юношеской литературы. Характерно обращение к острым социальным темам — наркомании, подростковому сексу. Первая книга, «The Cry of the Wolf», вышла в 1990 году. Лауреат ряда литературных премий.
Издание его книг «Трах» и «Сучка по прозвищу Леди» в России в 2006 году вызвало возбуждение уголовного дела против издательства за нелегальное распространение порнографии по запросу депутата Госдумы А. Чуева, хотя Берджес побывал в Москве в рамках детского книжного фестиваля, проходившего под патронажем Людмилы Путиной, а русские издания его книг представляла лично супруга британского премьера. Тем же Чуевым творчество Берджеса обвинялось в пропаганде наркомании («Дурь»).
В 1996 году за роман «Дурь» Мелвин Бёрджес получил медаль Карнеги.

## Издано на русском
- 2004 — «Сучка по прозвищу Леди» (англ. Lady: My Life as a Bitch, 2001) — Ультра.Культура, Екатеринбург
- 2005 — «Дурь» (англ. Junk, в США Smack, 1996) — Ультра. Культура, Екатеринбург
- 2006 — «Трах» (англ. Doing it, 2003) — У—Фактория, Екатеринбург